# 俄羅斯入侵烏克蘭時間軸 (2022年5月)

俄罗斯入侵乌克兰的动态地图（参见可交互的俄乌战争详细地图）

本条目主要列出2022年俄羅斯入侵烏克蘭在2022年5月的过程。

## 5月1日
美國國會眾議院議長佩洛西訪問基輔。
俄羅斯國防部表示，俄方空襲擊中烏克蘭南部敖德薩市附近一座軍用機場的一個機棚，內有美國與歐洲國家供應給烏克蘭的武器，並摧毀機場的跑道。
俄羅斯國防部聲稱，該國的防空系統在哈爾科夫地區擊落了兩架烏克蘭Su-24戰鬥轟炸機。
俄羅斯國防部位於別爾哥羅德州首府別爾哥羅德市、鮑里索夫斯基市和雅科夫列夫斯基市的設施發生火災，目前尚無災損或傷亡報告。
烏克蘭總統澤倫斯基表示，已從烏克蘭東南部港口城市馬里烏波爾遭圍困的亞速鋼鐵廠疏散大約100名平民。另外，他亦表示目前沒有任何進入俄羅斯的軍事行動。
俄羅斯外長拉夫羅夫說，即將到來的勝利日，不會影響莫斯科當局在烏克蘭的軍事行動。另外，他在接受訪問時表示，烏克蘭總統澤倫斯基「提出一項論點：如果他自己就是猶太人，他們（烏克蘭）怎麼會有納粹主義」，接著並指：「我（拉夫羅夫）可能搞錯了，但希特勒也流著猶太人的血液。」此言論令以色列不滿，烏方則反駁是為入侵找藉口。

## 5月2日
敖德萨地区的地方官員声称，俄罗斯击中了横跨德涅斯特河口的一座具有战略意义的桥梁。
乌克兰声称其拜卡TB2无人机在蛇岛附近击沉了两艘俄罗斯猛禽级巡逻艇。
美國駐歐洲安全暨合作組織大使卡本特表示，根據情報顯示，俄羅斯將於5月中旬利用「假公投」吞併烏克蘭東部的頓內次克和盧甘斯克地區，並承認烏南赫爾松地區是一個獨立的共和國。
俄羅斯外長拉夫羅夫之前在接受訪問時稱「希特拉也有猶太人血統」，引來以色列外長拉皮德公開表達不滿，以方並傳召俄大使：俄羅斯外交部2日反駁以色列說法，指責拉皮德譴責拉夫羅夫的言論是「反歷史」，「在很大程度上解釋了為什麼 以色列 現任政府支持基輔的新納粹政權。」俄方還重申拉夫羅夫的觀點，稱烏總統澤連斯基即使有猶太血統也未能排除烏克蘭被新納粹分子所統治。

## 5月3日
俄羅斯邊境城市別爾哥羅德巿，再度傳出爆炸聲，當地政府宣布「延長恐怖主義威脅安全警戒」至 5 月 10 日。自戰事爆發以來，當地多個軍事設施起火或爆炸，俄羅斯要求烏克蘭對部分事件負責。
消息指，俄羅斯境內的梅季希燃料庫發生火災，整座燃料庫火勢非常猛烈。對此，俄羅斯指責烏軍以直升機發動襲擊，但烏克蘭總統顧問則回應，「我們不確認也不否認。」
俄羅斯國防部指俄軍使用縞瑪瑙高精準度飛彈打擊位在敖德薩地區軍用機場的後勤中心，該中心被用來交付外國武器。存放旗手TB2軍用無人機的機庫被擊毀，從美國與歐洲國家運來的飛彈武器與彈藥也被摧毀。
烏克蘭國家通訊社引述英國「泰晤士報」提到，俄羅斯高層擬定即將入侵摩爾多瓦的詳盡計畫，可能重演「頓巴斯」劇本，並從西側打開攻烏新戰線。根據烏克蘭情報來源，有一些跡象顯示俄軍很快就會攻擊摩爾多瓦，而這個前蘇聯加盟共和國的軍隊只有3250人。
教宗方濟各表示，匈牙利總理歐爾班曾向他透露，俄羅斯總統普丁計畫在 5月9日 (即俄羅斯勝利日)結束對烏克蘭的入侵，他亦表示：「這可以解釋這幾天戰事升級的速度，不僅僅是頓巴斯，還有克里米亞、敖德薩，俄羅斯正在從烏克蘭手中奪走黑海港口」。但俄羅斯外長拉夫羅夫早前已表明不會在5月9日結束戰事。西方官員則認為俄羅斯可能會在5月9日的「勝利日」對烏克蘭正式宣戰，並動員後備力量。
法國總統馬克龍再次致電俄羅斯總統普丁，希望他能開放烏克蘭戰略重地馬里烏波爾的平民先行撤離，但普丁堅持西方國家不能再提供烏克蘭軍援。
烏克蘭南部城市馬里烏波爾市長辦公室表示，俄羅斯在該市及周圍地區設有約4個「過濾營」，用來處理要被送往俄羅斯的烏克蘭平民。
苏梅州州长表示俄罗斯軍隊炮击了该地区的三个村庄，不過暫且没有人员伤亡报告。

## 5月4日
俄羅斯軍方表示，俄軍與烏克蘭親俄部隊使用坦克及戰機攻擊烏克蘭南部城市馬里烏波爾的亞速鋼鐵廠，也就是烏克蘭在當地最後據點。烏克蘭軍方則證實俄軍展開強烈攻勢。
馬里烏波爾的市長博伊琴科稱，困守亞速鋼鐵廠的烏軍與俄軍發生激烈戰鬥，隨後政府與鋼鐵廠內守軍失去聯繫 ，其後已恢復聯繫，但證實俄軍已經攻入廠內，俄軍否認並指總統普京表示「不可強攻」。
俄羅斯國防部表示：「俄羅斯武裝部隊會在5月5日、6日、7日上午8時到傍晚6時，開啟亞速鋼鐵廠的人道走廊來撤離平民。」聲明中還說，躲在亞速鋼鐵廠的平民可前往俄羅斯或基輔當局控制區。
烏克蘭西部城市利沃夫遭俄軍空襲，全城多處發生爆炸，供電受損，導致地區停電。當地市長表示有三間發電廠受損，並且呼籲民眾留在防空設施內，由於停電的關係，當地火車停駛，這波空襲造成的傷亡未有統計。
美國太空總署署長比尔•纳尔逊稱，看不到有跡象顯示俄羅斯打算結束在國際太空站的角色。
芬蘭國防部表示，一架俄羅斯軍用直升機Mi-17侵犯芬蘭領空，闖進芬蘭空域約4至5公里。這是今年俄羅斯第二次被指侵犯芬蘭領空，此前一次是在4月份，兩次都是在爆發俄羅斯入侵烏克蘭之後發生。
俄羅斯外交部宣佈俄永久禁止包括日本首相岸田文雄、内阁官房长官松野博一、外务大臣林芳正等政府官员在内的63名日本公民入境俄罗斯。

## 5月5日
烏克蘭指控俄羅斯計畫5月9日在遭占領的城市馬里烏波爾舉行閱兵，慶祝在二次世界大戰中戰勝納粹德國。
瑞典外交部部長表示已獲得美國的保證，若瑞典申請加入北大西洋公約組織，期間瑞典將受到支持。
俄羅斯外長拉夫羅夫日前稱納粹德國領袖希特勒可能有猶太血統，引發以色列強烈不滿，以色列總理納夫塔利·貝內特表示，俄羅斯總統普丁已為拉夫羅夫的發言致歉。
俄羅斯國防部表示，俄軍持續在烏克蘭執行特別軍事行動，「摧毀超過600名民族主義者以及61件武器與軍事設備」，此外俄羅斯飛彈擊中烏克蘭中部基洛夫格勒州的卡納托沃機場航空設備，以及烏克蘭城市尼古拉耶夫的1座大型彈藥庫；另外，2座位於邊境的俄羅斯村莊遭到烏克蘭攻擊。 

## 5月6日
烏克蘭南部港口城市馬里烏波爾撤離平民的行動繼續，未知已有多少人撤離。

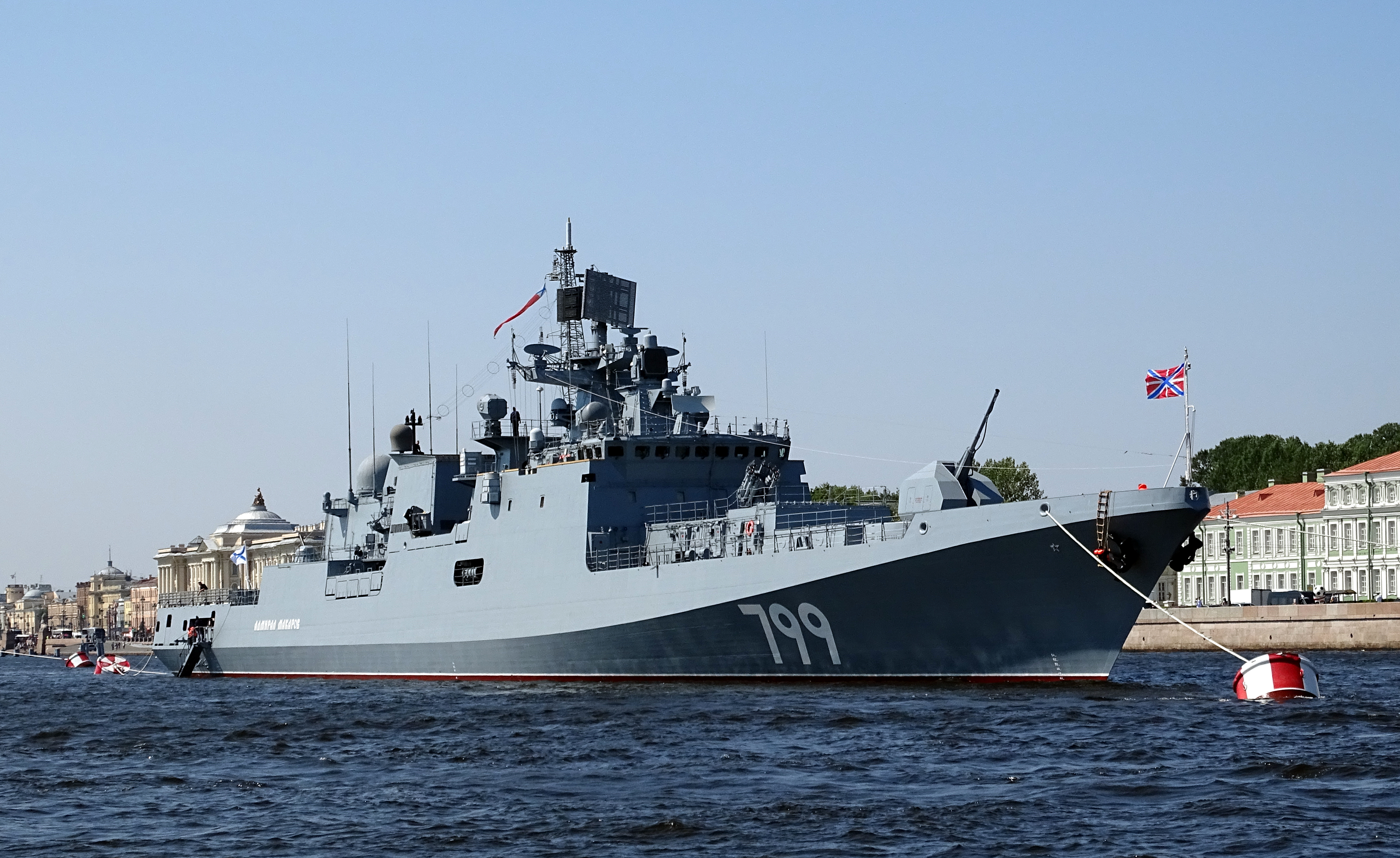
2018年的馬卡洛夫海軍上將號巡防艦

马卡洛夫海军上将号巡防舰在黑海海域起火。 乌克兰军方声称，马卡洛夫海军上将号巡防舰被乌克兰海王星导弹击中。乌克兰国家新闻网站Dumskaya表示，俄罗斯军队已派出直升机营救船上的船员。
聯合國安理會就俄烏戰爭首度發表聲明稱，對「維護烏克蘭和平與安全深表關切」，但未使用「戰爭」、「衝突」或「入侵」等字眼，並「強烈支持」聯合國秘書長古特雷斯為和平所做的努力。
波羅的海三國外交部長訪問烏克蘭，與總統澤倫斯基等人會談，立陶宛外長格比亞魯斯·藍斯柏吉斯表示，正與盟友合作推動，希望烏克蘭能在歐盟6月峰會期間順利取得會員國候選資格。

國際特赦組織宣布，有令人信服證據可證明俄羅斯軍隊在2月及3月佔領烏克蘭首都基輔外圍地區期間犯下多起戰爭罪，包括法外處決平民。

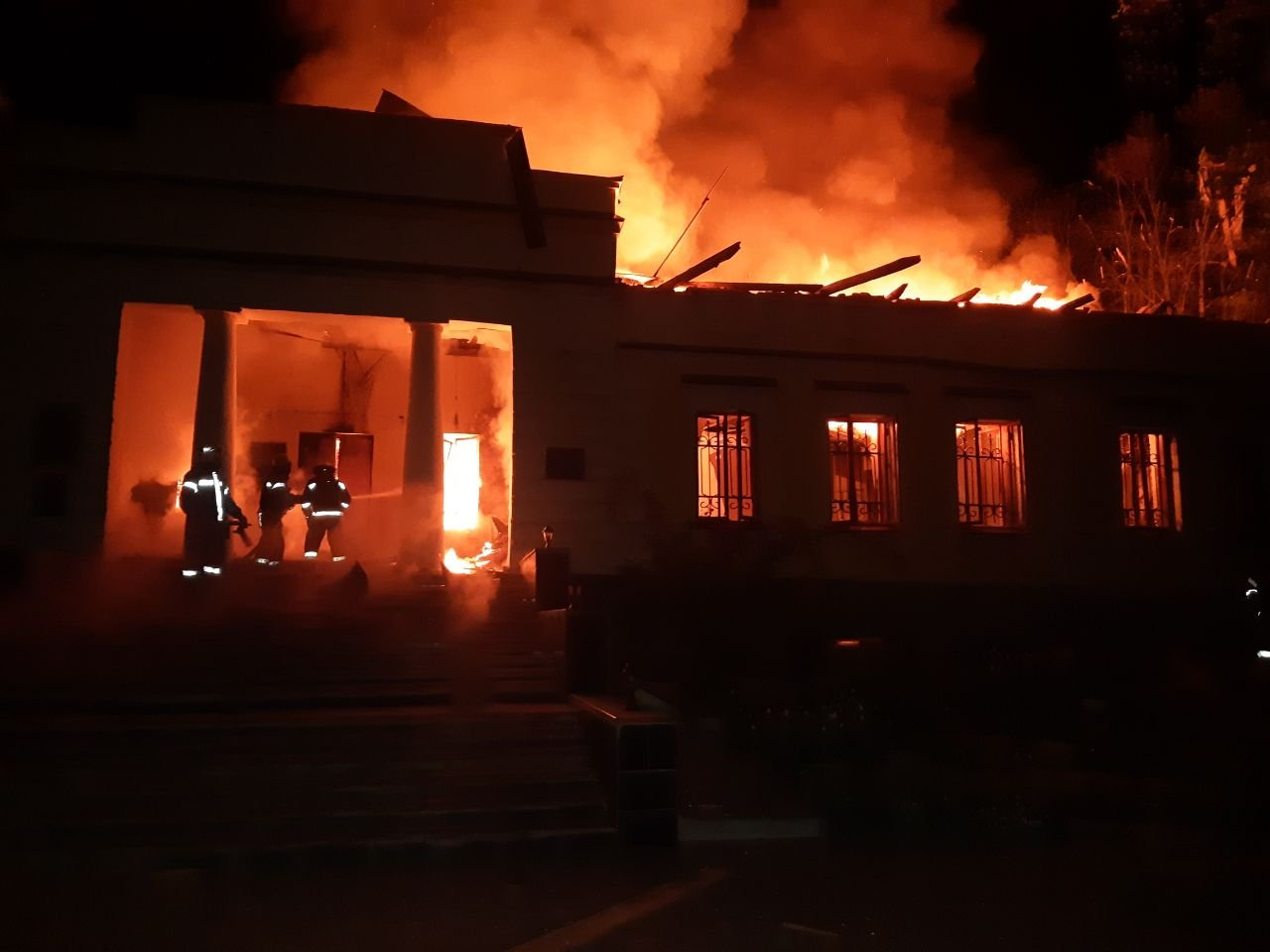
炮擊後的哈爾科夫州的文學學者紀念博物館。

烏克蘭哈爾科夫市長表示，當地遭受炮擊襲擊，其中一次導致火災，幾乎摧毀了當地一座文學學者紀念博物館。

## 5月7日
烏克蘭方面表示，再有50名烏克蘭平民從南部城市馬里烏波爾亞速鋼鐵廠撤離，其中包括婦女，兒童和長者，後來基輔政府表示，所有受困的婦孺和年長平民已全部撤離亞速鋼鐵廠。俄羅斯亦宣布撤離行動結束。
俄羅斯聲稱，在哈爾科夫地區博霍杜希夫火車站附近擊中了來自美国和歐洲國家的大量軍事裝備庫存，並聲稱在一夜之間襲擊了18個烏克蘭軍事設施，包括南部港口城市敖德薩附近達赫內的三個彈藥庫。俄罗斯飞机還在蛇岛附近击落了几架乌克兰飞机，其中就包括一架Su-24戰鬥轟炸機、一架苏-27战斗机、三架Mi-8直升機和两架拜卡「旗手」TB2無人機；烏克蘭的一艘半人马级軍艦DSHK-1 Stanislav也被摧毁。另外乌克兰敖德萨州军政管理局负责人表示俄军再次攻击了敖德萨国际机场，机场跑道和部分基础设施受损，不過没有造成人员伤亡。同樣有社交媒体表示敖德萨州遭到6枚导弹攻击，4枚击中了当地军用设施，2枚击中了敖德萨军用机场的跑道。
烏克蘭國防部表示，使用了一架拜卡「旗手」TB2無人機，發射導彈擊中一艘俄羅斯登陸艇，並沒有公布襲擊的日期或地點，但根據有關媒體證實視頻的位置為蛇島。烏克蘭还表示它們在敖德萨上空摧毁了一架搜索者侦察机。
烏克蘭公布戰報，烏軍在烏南地區摧毀20個單位的俄軍軍備，在烏東地區擊退俄軍8次進攻，以及摧毀俄軍3輛戰車等。
俄罗斯驻德国大使馆表示德国首都柏林发生一起疑似针对俄罗斯记者及其家人的「恐怖袭击」。德国方面也证实，俄罗斯记者的住处发现可疑装置。俄大使馆已向德国外交部发出照会。
卢甘斯克州州长谢尔盖·盖达伊表示，俄罗斯軍隊向比洛霍里夫卡的一所学校投下了炸弹，造成了两人丧生，谢尔盖·盖达伊擔心另有60人可能已經遇难。此外他還表示俄羅斯炮擊希皮洛沃時一座房屋被摧毀，11人仍留在建筑物的废墟下。

## 5月8日
烏克蘭軍隊表示，一架俄軍軍機向距離前線約12公里的一座學校投下一枚炸彈，當時有90人在學校避難，其中30人被救出，仍有60人被困學校地下室，情況尚不明確，救援行動進行中。
加拿大總理杜魯多突然到訪烏克蘭首都基輔，並與烏克蘭總統澤倫斯基會談，期後，杜魯多承諾會向烏克蘭提供更多軍備。他亦到訪基輔郊外的伊爾平市，該市在俄羅斯2月入侵烏克蘭後，曾遭俄軍占據，俄軍3月底撤退後，媒體報導當地發生駭人聽聞的屠殺案。

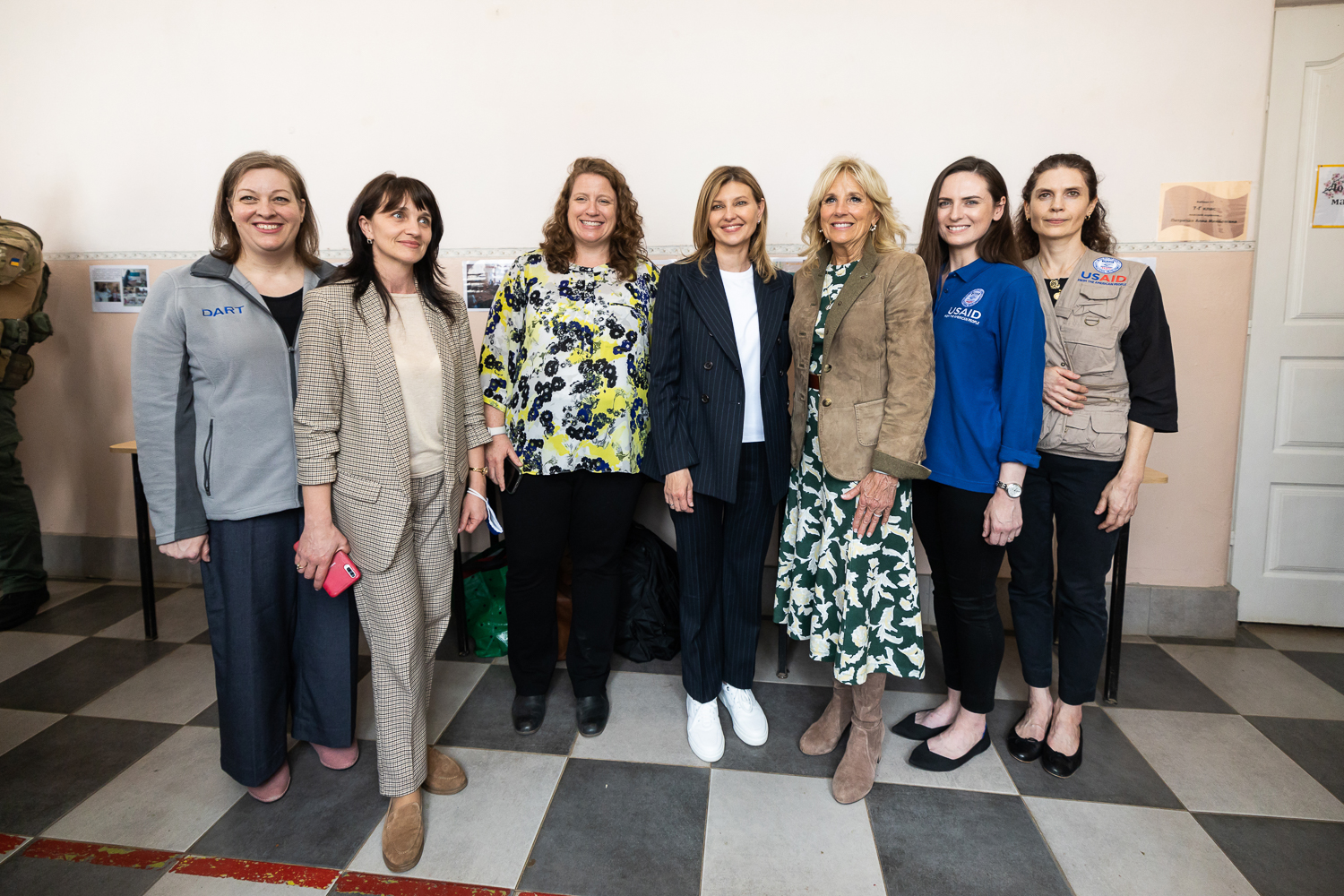
美國第一夫人吉兒·拜登(右三)與烏克蘭第一夫人葉蓮娜·澤蓮斯卡婭(右四)會面

美國第一夫人吉兒·拜登突然訪問烏克蘭西部靠近斯洛伐克邊界處，與烏克蘭第一夫人葉蓮娜·澤連斯卡婭會面，表達對烏克蘭的支持。這次亦是自二月廿四日俄羅斯入侵烏克蘭以來，葉蓮娜·澤連斯卡婭首度公開露面。
德國總理蕭茲於二戰歐洲戰區結束77周年發表電視談話，強調德国協助烏克蘭抗俄是德国的歷史責任，他深信自由終將戰勝暴力和獨裁。
俄羅斯國防部表示，軍方飛彈擊中了一艘1241型飛彈艇。這是前蘇聯時期建造的一型飛彈快艇，並在蛇島上空擊落兩架烏克蘭Su-24戰鬥轟炸機和一架Mi-24雌鹿直升機。聲明中還表示，過去24小時，俄軍共摧毀4架烏克蘭戰機、4架直升機和1艘攻擊艇。
俄羅斯副總理马拉特·胡斯努林前往烏克蘭東南部港口城市马里乌波尔視察，這也是俄烏戰爭以來，俄羅斯最高等級官員踏上烏克蘭領土。
谢尔盖·盖达伊表示，乌克兰军队已从波帕斯納撤出。

## 5月9日
俄羅斯總統弗拉基米爾·普京在衛國戰爭勝利日閱兵開始時在莫斯科紅場發表講話，為俄羅斯在烏克蘭採取的軍事行動辯護，稱其為“必要、及時和唯一正確的解決方案”。
烏克蘭軍方表示，4枚SS-N-26球果飛彈從俄羅斯掌控的克里米亞半島發射，並且擊中烏克蘭南部城市敖德薩地區，敖德萨的一家购物中心和两家酒店被俄軍導彈擊中，造成多人伤亡。而當天欧洲理事会主席米歇尔在乌克兰总理什梅加尔陪同下在敖德萨訪問。
烏克蘭國防部公布俄軍最新戰損統計，指稱已有2萬5650名俄軍官兵陣亡，1145輛戰車、199架軍機等被摧毀。
美國總統拜登簽署烏克蘭版的「租借法案」，准許加速運送武器援助烏克蘭。第二次世界大戰時期，美國簽署類似的租借法案，被視為有助擊敗納粹德國的關鍵措施。

## 5月10日
德国外交部長安娜琳娜·貝伯克到訪烏克蘭。這是德烏雙方外交關係惡化並修補後第2位德国政要造訪烏克蘭，她在烏克蘭總檢察長維涅迪克托瓦的陪同下，到訪俄軍懷疑犯下戰爭罪行布查鎮，並發表簡短談話指出，德国的檢察官正在調查俄軍在烏克蘭犯下的戰爭罪。
聯合國估計，自俄羅斯入侵烏克蘭開展，烏克蘭境內有超過800萬人遷離家園到國內其他地方，另有超過590萬人已逃離烏克蘭。
烏克蘭軍方指出，烏軍近期對俄軍實施一連串反攻，已從俄軍手中奪回哈爾科夫北部和東北部的多個村莊，並持續朝烏俄邊境推進，同時也威脅了俄軍補給線，同時阻止俄軍越過北頓涅茨河。
乌克兰天然气运输服务公司（OGTSU）表示，因俄軍的佔領行為，该公司无法通过卢甘斯克地区的一个连接点和压缩机站运输天然气，该连接点将於次日早7点起中断服务。部分途徑烏克蘭前往欧洲的天然气暫停。
美國國防情報局局长斯科特·贝里尔表示，俄烏雙方似乎陷入了僵局，双方都没有在南部和东部戰線取得进展。
俄羅斯國防部表示，擊退了烏克蘭為收復黑海蛇島展開的反攻，並在此過程中造成烏軍人員、船隻和飛機等重大損失。

## 5月11日
烏克蘭南部城市赫爾松目前由俄軍掌控，當地親俄勢力表示，他們將向俄羅斯總統普丁提出「請求」，希望普丁能允許讓這座烏克蘭城市變成俄羅斯聯邦的一部分，並且表示赫爾松就會徹底接受俄羅斯的法律管轄。
斯拉維揚斯克當局表示當地的兩個地區被俄羅斯導彈攻擊。
别尔哥罗德州州长表示，该州一村庄遭到乌克兰炮击，造成1人死亡、6人受伤。俄媒表示这是自2月24日以来在俄罗斯境内首次有人被乌军打死。
烏克蘭東北部哈爾科夫州州長表示，救援人員在烏克蘭東部城鎮伊久姆一座被毀建築物的廢墟下發現44具平民的屍體，伊久姆目前處於俄羅斯控制下。
俄罗斯再度试图越过北頓涅茨河时损失了近一个营的部队，其中還包括50多辆装甲单位。

## 5月12日
烏克蘭副總理韋列舒克與俄方談判，建議以人道主義走廊或交換俄軍俘虜方式，將亞速鋼鐵廠內重傷的烏克蘭士兵帶走，但現時仍未達任何協議，她估計廠內有逾千名烏軍，其中數百人受傷，部分人傷勢嚴重。
消息指，俄羅斯總參謀部情報總局直屬特戰部隊卡里莫夫中校被烏軍擊殺，俄羅斯媒體已經證實他的死訊。
烏克蘭總檢察長表示，烏克蘭將審判一名正被俘虜的21歲俄羅斯士兵，該名士兵被指在2月28日烏克蘭東北部蘇梅地區一座村落，從車上使用步槍，殺害一名手無寸鐵的62歲居民，該名士兵將會成為俄羅斯入侵烏克蘭以來第一個因涉戰爭罪而接受審判的俄羅斯軍人。
聯合國人權事務高級專員巴切萊特表示，近幾個星期在烏克蘭首都基輔地區，發現超過一千具遺體，又指很多在烏克蘭發生的暴行，可能已構成戰爭罪行。同日，聯合國人權理事會以33票贊成、2票反對（中國和厄立特里亞）和12票棄權的表決結果，通過“俄羅斯侵略引起的烏克蘭人權狀況惡化”的決議草案，要求加強對烏克蘭人權狀況的審查，特別要評估馬里烏波爾發生的侵犯或踐踏人權和違反國際人道法行為的性質和原因。
烏克蘭軍隊表示，俄軍後勤補給艦「博布羅夫號」在黑海的蛇島地區遭擊中船身起火，被拖到克里米亞的港口城市。
烏克蘭緊急服務部門表示，俄羅斯軍隊砲轟烏克蘭北部切爾尼戈夫地區的一間學校，造成3人死亡，另有12人受傷。俄羅斯表示他們轟炸了切爾尼戈夫地區的兩個彈藥庫並摧毀了哈爾科夫地區的烏克蘭S-300飛彈和敖德薩附近的一個雷達站、在蛇島附近擊落了一架烏克蘭無人機。位於利西昌斯克的一位烏克蘭指揮官表示，魯比日內被俄羅斯佔領。
烏克蘭空軍表示，一天內摧毀7個俄軍空中目標，包含1架直升機、5架無人機以及成功攔截1枚巡弋飛彈。

## 5月13日
聯合國難民署表示，自俄羅斯入侵烏克蘭後，已有超過600萬難民逃出烏克蘭，其中有9成為婦孺，因為18至60歲符合當兵資格的男性不能離境。
烏克蘭當局表示，正與俄羅斯舉行艱難對話，盼讓38名身負重傷的守軍能從馬里烏波爾被俄軍圍困的亞速鋼鐵廠安全撤出。
美國國防部長奧斯汀與俄羅斯國防部長紹伊古通電話，討論烏克蘭局勢，是俄羅斯入侵烏克蘭以來，美俄最高層次的官員接觸。

## 5月14日
烏克蘭軍方表示，在經過數週的猛烈轟炸後，俄羅斯軍隊正在從烏克蘭第二大城市哈爾科夫撤出，而烏軍和俄軍正在烏克蘭東部展開一場激烈的戰鬥。
烏克蘭南部城市馬里烏波爾市長顧問表示，莫斯科當局計畫舉辦公投，決定馬里烏波爾是否應該加入俄羅斯，以確保加強控制該地區，「而且最快可能明天就會宣布相關消息。」
乌克兰声称俄罗斯軍隊在試圖渡過顿巴斯地区的一条河流时其部分装甲纵队被烏克蘭軍隊摧毀。
俄罗斯否認「博布羅夫號」被乌克兰擊中並表示俄軍夜间击中约140个乌克兰军队目标，其中包括乌军6个指挥所、123个有生力量及军事装备聚集区、13个炮兵部队，消灭乌军150人以及击落15架乌军无人机 ，拦截1枚战术导弹和11枚火箭弹。
美国参议院共和党领袖麦康奈尔率领的美國国会代表团抵達基輔會見乌克兰总统泽连斯基。

## 5月15日
乌克兰方面表示烏克蘭軍隊已在伊久姆附近对俄罗斯军队发起反击。
英国国防部表示，自2月以来，俄罗斯在烏克蘭境內部署的軍隊中可能已有三分之一已經陣亡。
烏克蘭西部利維夫州州長表示，上午4枚飛彈襲擊靠近波蘭邊境的亞沃利夫地區的軍事基礎設施。
烏克蘭表示，軍隊取得了進展，烏克蘭重奪鄰近俄羅斯邊境的哈爾科夫地區，並且有烏克蘭軍隊已經推進至俄烏邊境。此外，烏克蘭當局表示，正在進行至少10 起涉及俄羅斯軍隊的強姦調查，並呼籲其他受害者挺身而出。
烏克蘭空軍表示，摧毀了7架無人機 (UAV)、2枚巡航導彈、1架Ka-52攻击直升机和1架 Mi-28攻击直升機。
烏克蘭總統澤連斯基表示，俄羅斯軍隊在烏克蘭處於「死胡同」，並譴責在頓涅茨克地區發生的襲擊事件。

## 5月16日
烏克蘭軍方聲稱，俄羅斯軍隊摧毀並損壞了頓巴斯地區的23座房屋。
俄羅斯國防部聲稱，俄軍在尼古拉耶夫州擊落了一架Su-25战斗攻击机，在哈爾科夫附近擊落了另一架Su-25战斗攻击机，在蛇島附近擊落了一架Su-24戰鬥轟炸機。
烏克蘭城市尼古拉耶夫市長表示，俄羅斯軍隊炮擊了該市的一個住宅區，一家商店和一輛汽車被燒毀，一條天然氣管道也被破壞。
全球最大的速食連鎖店——麥當勞宣布結束在俄羅斯30多年的經營，因俄羅斯發動戰爭造成人道主義危機，以及戰爭所造成的經營環境的不可預測，麥當勞認為，繼續在俄羅斯擁有業務已不再具有可行性，也不符合麥當勞的價值觀。
烏克蘭副國防部長表示，260多名烏克蘭軍人已經從烏克蘭南部港口城市馬里烏波爾的亞速鋼鐵廠撤離，53名傷勢嚴重軍人已經從亞速鋼鐵廠撤離到新亞速斯克附近的醫療地點接受治療。」其他211人經人道走廊被送至歐連尼夫卡。

## 5月17日
俄羅斯外長拉夫羅夫表示，烏克蘭實際上已經退出俄烏談判進程。烏克蘭總統辦公室顧問波多利亞克則表示，烏俄談判進程已經暫停，烏方不能夠接受向俄羅斯割讓部分領土，以換取和平的提議，亦不能夠接受在俄軍不撤軍的情況下停火，更表示烏方不會與俄羅斯簽署類似明斯克協議的文件，因為這種協議只是延遲戰爭。
國際刑事法院宣布向烏克蘭部署一個由42名調查員和專家組成的小組，這是有史以來派出的人數最多的特派團，以調查俄羅斯入侵烏克蘭期間犯下的罪行。
烏克蘭表示，撤出烏克蘭南部港口城市馬里烏波爾亞速鋼鐵廠最後一批守軍的救援行動將於今天繼續進行。
烏克蘭空軍表示，俄羅斯從海路發射巡航導彈，擊中西部城市利沃夫外圍的鐵路設施，烏軍防空系統成功攔截了三枚導彈。

## 5月18日
自俄羅斯入侵烏克蘭以來，首名被控「戰爭罪」、槍殺62歲烏克蘭平民的俄軍21歲士兵，在基輔法庭上認罪。
俄羅斯國防部聲稱，在過去24小時內，馬里烏波爾亞速鋼鐵廠內共有694名烏軍投降，16日起計算，投降烏軍人數達959人。當中80人受傷，51人已被送往醫院。 俄羅斯國防部較早時表示，俄軍與被困鋼鐵廠的烏軍代表達成協議，將會開闢人道走廊，讓受傷的烏克蘭士兵撤離。
烏克蘭最高拉達批准烏克蘭總統發出的總統令。根據該總統令，烏克蘭的國家戰時狀態（戒嚴令）以及動員令於5月25日5時30分到期後再次延長90天。
俄羅斯副總理胡斯努林到達被俄軍佔領的烏克蘭南部地區視察，表示烏克蘭的札波羅結核電廠將為俄羅斯供應電力，並暗示若烏克蘭不付給俄羅斯電費，將中斷這座歐洲最大核電廠向烏克蘭供電。

## 5月19日
俄羅斯庫斯克州表示，俄羅斯西南部接壤烏克蘭邊界的一座村莊遭到攻擊，造成一人死亡、數人受傷。
烏克蘭國防部公布最新戰果統計表示，已有約2萬8500名俄軍官兵陣亡，另摧毀逾1200輛戰車、逾3000輛裝甲車等。
俄羅斯國防部宣布，烏克蘭港囗城市馬里烏波爾遭圍困的亞速鋼鐵廠，過去24小時內再有771名戰士投降，由16日起已經有1730名守軍投降。
聯合國請求莫斯科當局重啟烏克蘭黑海重要港口，以運輸糧食。但俄羅斯當局回應，先考慮解除制裁，再談重啟港口。烏克蘭是世界最大穀物生產國之一，戰爭爆發前都是透過港口出口大部分商品。

## 5月20日
美國五角大樓表示，美國參謀長聯席會議主席马克·米利與俄羅斯總參謀長瓦列里·瓦西里耶维奇·格拉西莫夫通電話，是俄羅斯入侵烏克蘭以來，兩人首次通話，雙方討論了幾項令人關注的安全相關議題。
俄羅斯國防部表示，已完全控制烏克蘭南部馬里烏波爾的亞速鋼鐵廠，最後一批531名烏克蘭士兵已投降，共有2,439名圍困在內的烏克蘭軍人棄械投降。同時俄方表示已幾乎完全控制了卢甘斯克州。
俄羅斯使用導彈攻擊哈爾科夫地區洛佐瓦的文化中心，造成包括一名兒童在內的七人受傷。烏克蘭總統澤連斯基譴責這次襲擊，稱其為“絕對邪惡”和“絕對愚蠢”。

## 5月21日
俄羅斯聲稱，該國使用從海上發射的Kalibr巡航導彈，摧毀了由美國和歐洲向烏克蘭提供的大量武器和軍事裝備，並且俄方還攻擊了敖德薩附近的燃料儲存設施並擊落了兩架烏克蘭Su-25攻击机和14架無人機。
德國和意大利的企業被允許開設盧布賬戶購買俄羅斯天然氣，而且此舉不會違反對俄羅斯的制裁。
俄罗斯外交部宣佈禁止包括美国总统拜登在内的963人入境俄羅斯。

## 5月22日
烏克蘭一名官員和俄羅斯通訊社證實，在俄軍佔領下的烏克蘭南部城市安赫德，由莫斯科指派出任的當地市長在一場不明爆炸中受傷。
波蘭總統杜達到訪基輔，並且在烏克蘭國會發表演說，表示只有烏克蘭有權決定自己的未來。他是俄羅斯入侵烏克蘭以來第一位親自向烏克蘭國會發表演說的外國領袖。
烏克蘭首都基輔附近的交通樞紐日托米爾遭俄羅斯飛彈襲擊，至少造成1人死亡。烏克蘭空軍表示，俄軍從發射多枚巡弋飛彈，有4枚巡弋飛彈被烏軍擊落。
俄罗斯表示他們繼續對尼古拉耶夫和頓巴斯地区的烏軍展開空袭並炮击。

## 5月23日
全球最大的連鎖咖啡室——星巴克宣布退出俄羅斯市場，並關閉全境130間門市，結束15年營運，星巴克早於3月初已經關閉在俄門市，並暫停當地所有商業活動。這也是繼麥當勞之後，再有跨國企業退出俄羅斯市場。
自俄羅斯入侵烏克蘭以來，首名被控「戰爭罪」、槍殺62歲烏克蘭平民的俄軍21歲士兵，在基輔法庭上被判無期徒刑。
烏克蘭南部城市赫爾松落入俄羅斯控制，當地俄羅斯扶植政府宣布，開始將俄羅斯盧布作為官方貨幣，當地親俄官員表示，俄羅斯盧布與烏克蘭格里夫納將採固定匯率，更表示未來幾天內會有一家俄羅斯銀行到赫爾松開設分行，屆時將會為企業提供服務。
烏克蘭國防部公布最新戰果統計，指稱已約2萬9200名俄軍官兵陣亡，另摧毀近1300輛戰車、逾3100輛裝甲車等。

## 5月24日
烏克蘭南部城市赫爾松落入俄羅斯控制，當地俄羅斯扶植政府表示，將向俄羅斯提出在赫爾松建立一個軍事基地的請求，更表示，俄羅斯軍事基地對該地區及其居民的安全至關重要。
烏克蘭表示，俄羅斯軍隊發動了全面攻擊，將烏克蘭軍隊包圍分別位於頓涅茨河東岸和西岸的北頓涅茨克和利西昌斯克這兩個城市。此外斯維特洛達爾斯克被俄羅斯佔領。
烏克蘭总统泽连斯基表示，乌克兰每天損失50至100名士兵。基辅附近的一个军事基地遭到袭击，有70名士兵丧生。

## 5月25日
繼連鎖快餐品牌麥當勞、連鎖咖啡品牌星巴克宣布退出俄羅斯市場後，美國運動用品品牌Nike 決定不延長現有與俄羅斯特許經營商特許經營協議，成為最新一家退出俄羅斯市場的美國企業。此外，英國知名零售商馬莎百貨亦宣布「完全退出」俄羅斯市場。
俄羅斯總統普京簽署行政命令，簡化俄羅斯在烏克蘭南部扎波罗热和赫爾松佔領區居民取得俄羅斯護照的程序，並且即日起生效。
俄羅斯國會通過一項法律，取消民眾從軍的年齡上限，此舉被認為是正設法為揮軍烏克蘭招募更多兵力。
俄罗斯军队用迫击炮炮擊北顿涅茨克。乌克兰方面表示有6人遇难。

## 5月26日
自俄羅斯入侵烏克蘭以來，第2宗涉及戰爭罪案件開庭，俄軍2名士兵當庭認罪，承認在俄羅斯跨界轟炸烏克蘭哈爾科夫一座校舍，2人表示懺悔，請求法官從輕量刑，烏克蘭檢方則對2人依違反戰爭罪為由，要求判處12年徒刑。 
芬蘭總理桑娜·馬林到訪烏克蘭，並與烏克蘭總統澤倫斯基會面，她也實地走訪俄軍懷疑犯下嚴重戰爭罪行的布查、伊爾平等城鎮。
乌克兰表示俄罗斯對該國多个地區發動進攻，北頓涅茨克以南的一個村莊以及科米舒瓦哈以及阿夫迪伊夫卡周邊地區、尼古拉耶夫以及克里维里赫以南地區都遭到攻擊。俄軍的目的是要完全控制利曼以及赫尔松州，並且俄軍下一步還要進攻斯拉維揚斯克。
俄罗斯军队占领利曼。
烏克蘭哈爾科夫市中心附近一處住宅區受到俄軍猛烈轟炸，當地官員表示，這場轟炸造成9人死亡，其中包括一名5個月大嬰兒。

## 5月27日
乌克兰官员估计北頓涅茨克至少90%的建筑物已被损坏。

## 5月28日
乌克兰卢甘斯克州州长表示，為避免烏克蘭軍隊被俄罗斯军队包围和俘虏，北頓涅茨克附近的乌克兰军队可能不得不撤退。
烏克蘭國防部長表示，烏克蘭已開始收到來自丹麥的魚叉反艦飛彈以及美國提供的自走榴彈砲，這些武器將可增強烏克蘭部隊的火力，對抗俄羅斯入侵。
乌克兰方面表示該國的一架米格-29戰鬥機在赫尔松附近击落了一架俄羅斯的Su-35戰鬥機。

## 5月29日
烏克蘭總統辦公室表示，總統澤倫斯基造訪哈爾科夫地區，並視察前線作戰士兵。這是自從2月24日俄羅斯入侵烏克蘭以來，澤倫斯基首次出現在首都基輔以外的地方。
俄罗斯国防部发言人伊戈尔·科纳申科夫表示，俄羅斯空天军使用高精度远程导弹摧毁了乌克兰武装部队在第聂伯罗彼得罗夫斯克州的一处大型军火库。科纳申科夫還表示，过去一天中俄方使用空基高精度导弹打击乌方3处指挥所、25处人员与军事装备集中区、2个炮兵连以及“黄蜂-AKM”防空导弹系统的一座发射装置等设施。
梅利托波爾市長表示，该地区发生爆炸，造成两人受伤。

## 5月30日
谢尔盖·盖达伊表示，俄罗斯军队已经攻入北頓涅茨克郊区。
美国宣布不会向乌克兰提供射程達185英里的M270多管火箭系统，不過美國考虑向烏克蘭提供射程達20-40英里的M270多管火箭系统。
顿涅茨克武装表示，顿涅茨克市中心遭到了乌克兰方面的炮击，导致6人死亡、20人受伤。2所学校和1所少年文化宫受损。

## 5月31日
俄羅斯入侵烏克蘭超過3個月，第二宗涉及戰爭罪的俄軍審判結果出爐，早前兩名參與炮轟傑爾加奇的俄軍承認控罪，烏克蘭法院判處2人監禁11年6個月。
乌克兰表示他們在赫尔松州北部發動了有限的反攻。俄罗斯军队則对因古列茨河附近的乌克兰阵地发动了多輪進攻。